# Cryptographis olealis
Cryptographis olealis là một loài bướm đêm trong họ Crambidae.